# Leva på Hoppet
Leva på Hoppet è un film del 1951 diretto da Göran Gentele.